# لایلا ترتیکوف
لایلا ترتیکوف (روسی: Ляля Третьяко́ва؛ زادهٔ ۲۵ ژانویهٔ ۱۹۷۸) یک مهندس رایانه اهل ایالات متحده آمریکا است که پیش‌تر مدیر اجرایی بنیاد ویکی‌مدیا بود.

## ابتدای زندگی و تحصیلات
ترتیکوف در ۲۵ ژانویهٔ ۱۹۷۸ در مسکو زاده شد. اصالت او روسی و سوئدی است. پدرش ریاضی‌دان است و مادرش فیلم‌ساز بود. لایلا در ۱۵ سالگی به ایالات متحده، شهر نیویورک، مهاجرت کرد. او زمانی که پیشخدمتی می‌کرد و در دانشگاه کالیفرنیا، برکلی درس می‌خواند، زبان انگلیسی را نیز یادگرفت. او پیش از آنکه دانشگاه را تمام کند بیرون آمد. رشته‌های تحصیلی او علوم رایانه و هنر است و در زمینهٔ یادگیری ماشینی تحقیقات انجام داده‌است.

## زندگی کاری
در سال ۱۹۹۹ ترتیکوف کارش را با سان مایکروسیستمز شروع کرد و به عنوان مهندس با سرور جاوا کار کرد. سپس او شرکت GrokDigital را بنا نهاد که یک شرکت بازاریابی فناوری است. پس از آن در شرکت SugarCRM Inc به سمت مدیر ارشد فناوری اطلاعات منسوب شد.
او در سال ۲۰۱۲ موفق به کسب مدال برنز استیو اواردز شد.